# Limelight (ZIP-FMのラジオ番組)
『Limelight』（ライムライト）は、2023年4月1日からZIP-FMで放送されているラジオ番組。

## 概要
鉄平がナビゲーターを務めている深夜のトーク番組で、毎週土曜 23:30 - 日曜 0:30（日本標準時）に放送。スマートホールディングスを筆頭とするスマートグループがスポンサーに付いてからは、『SMART GROUP Limelight』（スマートグループ ライムライト）と題して放送されている。
鉄平は、架空のスナック「Limelight 〜来夢来人（ライムライト）〜」のマスターという設定で毎回ゲストたちをもてなし、店に訪れる彼らの「現在」「過去」「未来」を探ってのトークを繰り広げる。
番組は『Sonicbowl』というサイトでポッドキャスト配信されているが、各回ともに配信ラインナップに加わるのはラジオ放送の1週間後となる。